# Jean-Baptiste Hoffmann
Pour les articles homonymes, voir Hoffmann.
Compléments
Hoffmann est l'auteur de l'Encyclopaedia mundarica
Jean-Baptiste Hoffmann (ou John-Baptist Hoffmann), né le 21 juin 1857 à Wallendorf (Allemagne) et décédé le 19 novembre 1928 à Trèves (Allemagne), est  un prêtre jésuite allemand, missionnaire en Inde (parmi les Mundas), linguiste et réformateur social, particulièrement par sa contribution à la défense légale des propriétés terriennes des indigènes. 

## Biographie

### Formation et premières années
Après avoir terminé sa scolarité à Echternach au Luxembourg, Hoffmann entre au noviciat jésuite d’Arlon (Belgique) en 1877. Il est encore novice quand il arrive en Inde à la fin de la même année. Une formation complémentaire à Asansol (philosophie et théologie) l’a préparé à recevoir le sacerdoce : le 18 janvier 1891, il est ordonné prêtre à Calcutta par Mgr Paul Goethals. Doué pour les langues, il avait appris aussi le français et l’anglais ainsi que le grec ancien et le latin. Au cours de ses études de théologie à Asansol, il se met à l’étude du mundari et acquiert également une bonne connaissance de la culture indienne.

### Parmi les indigènes du Chotanagpur
Intellectuellement doué, Hoffmann n'est cependant pas un bon professeur. Il enseigne au collège Saint-Xavier de Calcutta, puis à Ranchi (St. John’s School) mais ce sont des échecs. On lui demande alors d’étudier le droit britannique et agraire pour prendre la succession du père Constant Lievens dans la défense juridique des indigènes. En 1892, il s'installe au Chotanagpur (zone largement indigène de l’Inde centrale), tout d'abord à Khunti, puis Bandgaon et enfin à Sarwada, au cœur du territoire des Mundas (1895). Les Mundas étaient fort agités à l’époque contre les propriétaires hindous qui, utilisant un système juridique anglais non adapté aux réalités locales, s’appropriaient facilement (et ‘légalement’) des terres traditionnellement indigènes.

### Réforme de la loi terrienne
Hoffmann, avec sa connaissance de la langue et des coutumes des Mundas (en particulier leurs droits fonciers ancestraux), propose aux autorités coloniales anglaises un schéma pour une modification de la loi, qui respecterait mieux le droit tribal traditionnel (non écrit) en lui donnant un poids juridique. Il était clair à ses yeux que la plupart des plaintes formulées par les rebelles étaient légitimes. Il est finalement écouté et le gouvernement du Raj britannique lance en 1902 une vaste enquête sur le statut des terres tribales d’Inde centrale. Hoffmann est étroitement associé à ce travail préparatoire, particulièrement dans la région de Khunti-Sarwada (Munda). Ce travail minutieux trouve son accomplissement dans le Chotanagpur Tenancy Act de 1908, une première et décisive étape dans la protection légale des terres indigènes. La loi est toujours en vigueur dans l’Inde contemporaine. Un grand nombre des articles de la loi a été écrit par Hoffmann lui-même. Et son « mémoire » a même été ajouté au texte, en annexe explicative.

### La Banque coopérative
Après un séjour en Allemagne (1907-1908) nécessité par une santé défaillante à recouvrer, Hoffmann est de retour dans le Chotanagpur. En Allemagne, il avait étudié le système bancaire Raiffeisen, qu'il introduit dans la vaste région du Chotanagpur afin de sauver les indigènes des mains des bailleurs de fonds. L'intérêt exorbitant exigé d'eux contribuait à la misère et conduisait beaucoup à la ruine. Pour contrer ce phénomène en spirale, Hoffmann fonde en 1909 la Société coopérative catholique (Chotanagpur Catholic Cooperative Credit Society)  qui se développe rapidement grâce aux petites économies mensuelles des « cercles de village » de la région. À l’instar de la Grameen Bank moderne, fondée au Bangladesh par Muhammad Yunus, le système est basé sur la solidarité et le contrôle social opéré au niveau du village. Les membres eux-mêmes décident, lors de réunions mensuelles, à qui des prêts peuvent être faits. Les mêmes personnes s’assurent que tous remboursent régulièrement... Un magasin coopératif est ouvert en 1913, où les agriculteurs peuvent obtenir à un prix raisonnable ce dont ils ont besoin. Ces deux initiatives ont beaucoup de succès.

### L'Encyclopaedia Mundarica

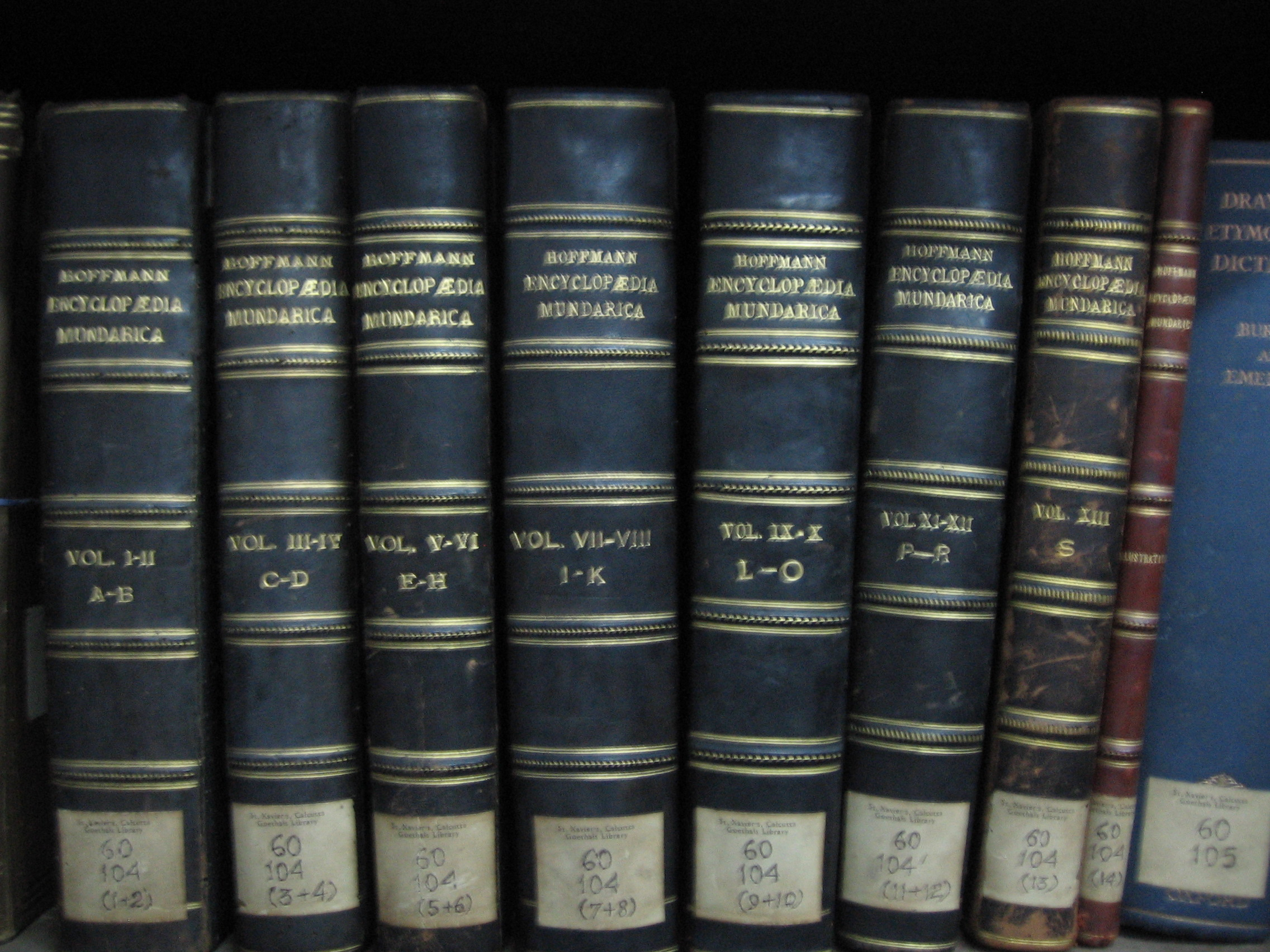
Les 15 volumes de l’Encyclopedia Mudarica.

Travailleur infatigable, Hoffmann avait déjà publié une grammaire mundari en 1903. Un séjour force et prolongé à Calcutta, pour des raisons de santé, lui donne le temps de rassembler documentation et études sur la langue et culture Mundari, la religion animiste des Mundas et les structures socio-politiques de leur société traditionnelle. 
Lorsque la Première Guerre mondiale éclate, les citoyens allemands en territoire sous contrôle britannique sont expulsés, la Grande-Bretagne étant en guerre contre l’Empire allemand. À sa grande tristesse, Hoffmann doit quitter l’Inde (1915). Rapatrié en Europe, le missionnaire séjourne d’abord à Valkenburg (1916-1918) puis Exaten (1918-1919), aux Pays-Bas, où les jésuites allemands en exil ont trouvé refuge. Hoffmann continue cependant son travail encyclopédique et garde le contact avec les missionnaires du Chotanagpur, demandant éventuellement au père Arthur van Emelen de faire des vérifications sur place. Jusqu'à la fin de sa vie, il travaille à son dictionnaire mundari, il écrit et organise ses notes. 
La guerre terminée, il rentre en Allemagne avec les autres jésuites allemands et réside à Dortmund (1919-1927) puis à Essen (1927-1928). 
Jean-Baptiste Hoffmann meurt à Trèves le 19 novembre 1928. La publication de son encyclopédie commence deux ans après sa mort. Elle se fait sous la direction du jésuite belge Arthur van Emelen. Les premiers volumes sortent de presse à Patna (Inde) à partir de 1930. Cette œuvre monumentale de 15 volumes, qui forment l’Encyclopaedia Mundarica, couvre la langue et toute la culture et la civilisation du peuple Mundari.

## Écrits
- Mundari Grammar, Calcutta, 1903.
- A Mundari Grammar with Exercises, 2 volumes, Calcutta 1905-1909.
- Mundari Poetry, Music and Dances, Calcutta: Baptist Press, 1907.
- Social work in Chota Nagpur, Calcutta 1909.
- Chota Nagpur Kotholik Bank. Calcutta: Catholic Orphan Press, 1910 (en langue mundari et caractères latins).
- Special Memorandum on the Land System of the Munda Country.  Chota Nagpur Teancy Act of 1908 with notes, judicial rulings and the rules framed under the Act, ed. J. Reid, Calcutta, 1910, 225-239.
- La banque coopérative au Chota Nagpore. dans Missions Belges. vol.14, (janvier 1912) p. 31-38 et (février 1912) p. 51-62.
- Raiffeisenkassen im Dienste der indischen Mission, Xaverius Verlag, Aachen 1919.
- 37 Jahre in Indien, tröstliche Erfahrungen beim Naturvolk der Mundas., Tyrolia Verlag, Innsbruck 1923;
- Encyclopaedia Mundarica, 15 vol., Patna, 1930-37. Reprinted Patna 1975.
- Principles of Succession and Inheritance Among the Mundas, in: Man in India, vol.4 (décembre 1961), p. 324-338, reprinted from: Journal of the Bihar and Orissa Research Society, septembre 1915.